# Wolfgang Pisa
Wolfgang Pisa OFMCap (* 6. Juli 1965 in Karatu) ist ein tansanischer Ordensgeistlicher und römisch-katholischer Bischof von Lindi.

## Leben
Wolfgang Pisa trat 1990 der Ordensgemeinschaft der Kapuziner bei und studierte nach dem Noviziat von 1992 bis 1994 Philosophie am Ausbildungszentrum seines Ordens in Lusaka. Von 1995 bis 1999 studierte er katholische Theologie am vom Salvatorianerorden betriebenen Jordan University College in Morogoro. Er legte am 15. August 1998 die ewige Profess ab und empfing am 1. September 1999 das Sakrament der Priesterweihe.
Von 1999 bis 2000 und erneut von 2003 bis 2005 war er Lehrer und Erzieher am Knabenseminar seines Ordens in Moshi, das er anschließend bis 2008 leitete. In dieser Zeit erwarb er außerdem einen Bachelor in Entwicklungsstudien und Geographie an der University of Dar es Salaam. Im Jahr 2009 nahm er ein Studium der Moraltheologie an der Katholischen Universität von Amerika in Washington, D.C. auf, das er 2011 unterbrach, als er zum Provinzialminister der Kapuziner in Tansania gewählt wurde. Nach Ablauf der Amtszeit setzte er 2017 seine Studien fort und erwarb 2019 an der Katholischen Universität von Amerika das Lizenziat in Moraltheologie. Seither war er in der Pfarrseelsorge tätig und hatte ab 2020 zusätzlich einen Lehrauftrag am Standort der St.-Augustinus-Universität Tansania am Standort Arusha.
Papst Franziskus ernannte ihn am 9. April 2022 zum Bischof von Lindi. Die Bischofsweihe empfing er am 26. Juni desselben Jahres in Lindi.